# کونوهاناساکویا-هیمه
کونوهاناساکویا-هیمه، ساکویا-هیمه، سِنگِن (به ژاپنی: 木花咲耶姫 یا木花開耶姫 Konohanasakuya-hime)، در اساطیر ژاپن شاهدخت شکوفه گیلاس و نماد زندگی لطیف روی زمین و دختر خدای کوه اویاماتسومی است. او را اغلب تجسم زندگی ژاپنی می‌دانند، خصوصاً که نماد او، ساکورا) (شکوفه گیلاس) است. کونوهاناساکویا-هیمه همچنین الهه (ایزدبانو) کوه فوجی و همه آتشفشان‌هاست. ساکویا-هیمه همسر خدای نینیگی-نو-میکوتو است. همسرش او را در ساحل دریا ملاقات کرد و آنها عاشق یکدیگر شدند. نینیگی او را از اویاماتسومی، پدر ساکویا-هیمه خواستگاری کرد. پدرش در عوض دختر بزرگتر خود، ایوا-ناگا-هیمه را برای ازدواج به او پیشنهاد کرد، اما نینیگی قلب خود را به ساکویا-هیمه بسته بود و قبول نکرد. سرانجام پدر ساکویا هیمه با اکراه با ازدواج دختر کوچکترش موافقت کرد و نینیگی-نو-میکوتو با ساکویا هیمه ازدواج کردند. از آنجا که نینیگی از ازدواج با ایوا-ناگا، شاهزاده خانم صخره‌ها امتناع ورزیده بود، گفته می‌شود که زندگی انسان‌ها مانند شکوفه‌های ساکورا، کوتاه و زودگذر است، به جای اینکه مانند سنگ ماندگار باشند.
ساکویا-هیمه فقط در یک شب باردار شد و باعث سوءظن در نینیگی-نو-میکوتو شد. او فکر کرد که شاید این فرزند کامی دیگری باشد. ساکویا هیمه از اتهام شوهرش عصبانی شد و وارد کلبه ای بدون در شد و سپس آن را آتش زد و اعلام کرد که اگر این بچه واقعاً از فرزندان نینیگی باشد، بچه صدمه ای نخواهد دید. در داخل کلبه، ساکویا-هیمه دارای سه پسر به نام‌های هودری، هوسوسری و هوری (کامی) شد.
زیارتگاه‌های شینتو در کوه فوجی برای ساکویا-هیمه ساخته شده‌است. اعتقاد بر این است که او کوه فوجی را از فوران بازمی‌دارد، اما مکان‌های مقدس او در کیریشیما بارها توسط فوران آتشفشان تخریب شده‌است. او همچنین به دلیل قطع کردن کوه یاتسوداتاکه مشهور است، زیرا این کوه از کوه فوجی بالاتر بود.
همسر ساکویا-هیمه، نینیگی-نو-میکوتو همچنین جد اعلای امپراتور ژاپن نیز دانسته می‌شود.